# Jerzy Czesław Blikle
Jerzy Czesław Blikle (ur. 19 kwietnia 1906 w Warszawie, zm. 26 stycznia 1981 w Konstancinie) – cukiernik, właściciel firmy Blikle. Syn Antoniego Wiesława Bliklego (1873-1934), wnuk Antoniego Kazimierza Blikle (1844-1912), prawnuk Fryderyka Bliklego (ur. 1798), ojciec Andrzeja Jacka Bliklego (ur. 1939). Absolwent Szkoły Głównej Handlowej w Warszawie.
Od roku 1928 kierował (wraz z siostrą Zofią) cukiernią Blikle w Warszawie przy Nowym Świecie 35. 
Na początku lat trzydziestych odbył szkolenie wojskowe ukończone w stopniu porucznika. We wrześniu 1939 zgłosił się jako ochotnik do wojska. 
Po zakończeniu kampanii wrześniowej 1939 powrócił do Warszawy i uruchomił cukiernię. Dobudował kawiarnię ogrodową "Latona" według projektu architektów Bohdana Pniewskiego i Macieja Nowickiego. 
Po II wojnie światowej po odbudowie w 1948 powtórnie uruchomił cukiernię, mimo utrudnień stawianych przez władze inicjatywie prywatnej. Prowadził ją do roku 1971, kiedy to przekazał kierownictwo firmy Marii Szukałowicz, prawnuczce Antoniego Kazimierza Bliklego. 
Pochowany na cmentarzu parafialnym w Skolimowie (Konstancin-Jeziorna).